# Théâtre des Cérémonies
 (juin 2010).
Si vous disposez d'ouvrages ou d'articles de référence ou si vous connaissez des sites web de qualité traitant du thème abordé ici, merci de compléter l'article en donnant les références utiles à sa vérifiabilité et en les liant à la section « Notes et références ».
Le Théâtre des Cérémonies était un stade temporaire construit sur un terrain plat de 196 m de diamètre et de 35 000 m2, qui fut utilisé pour les cérémonies d'ouverture et de clôture des Jeux olympiques d'hiver de 1992 à Albertville.

## Description
La capacité du stade était de 35 000 personnes et les cérémonies d'ouverture et de fermeture seront diffusées devant deux milliards de téléspectateurs.
La scène avait d'une superficie de 9 200 m2.
Il contenait en son centre, un mât métallique d'une hauteur de 53 m et d'un diamètre de 2 m.
Après la fin des jeux, les installations furent démontées et sa structure fut partiellement réutilisée pour les Jeux olympiques d'été de 1992 à Barcelone.
Au cours de son existence, (15 jours), il fut la plus grande structure temporaire jamais construite, selon le dossier de presse des organisateurs.

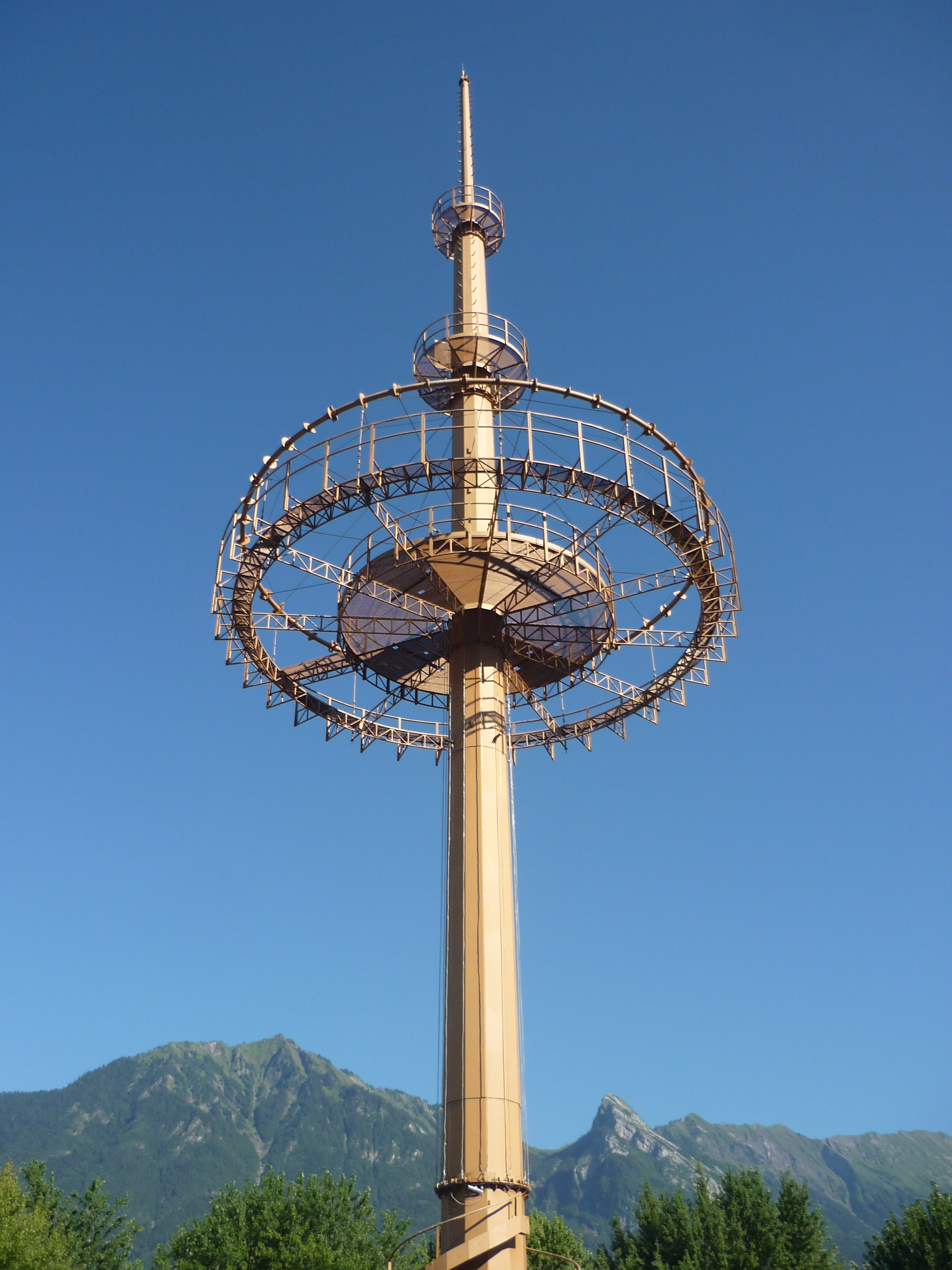
Vue rapprochée du mât en 2013.

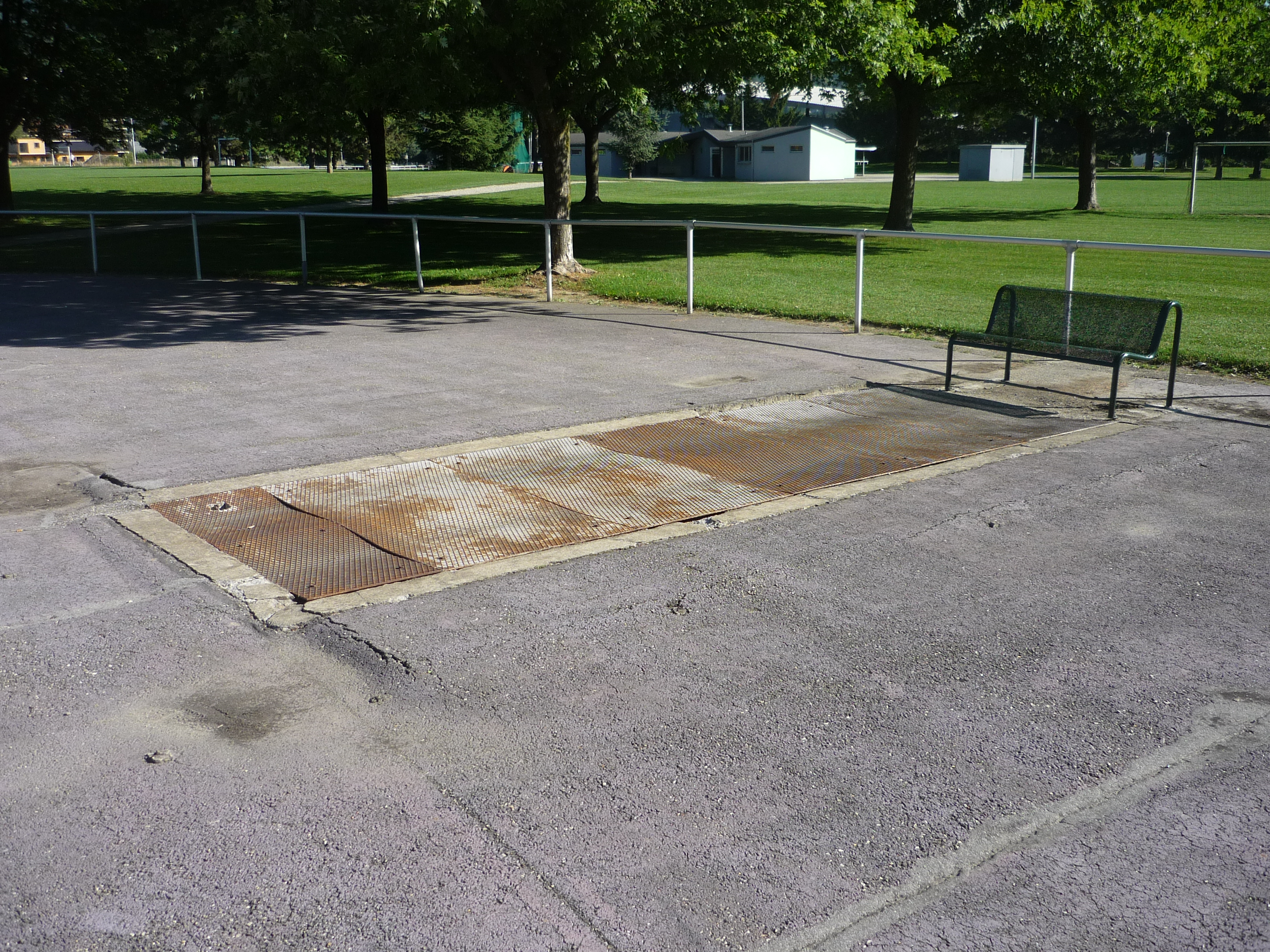
Vue en 2013 d'une trappe utilisée dans le cadre des festivités des Jeux olympiques.

Il est devenu depuis un parc de loisirs et de détente avec de nombreux aménagements.
Chemins, bancs, allées ombragées, poses de barrières séparant les différentes aires de loisirs, Toilettes automatiques, terrains pour jeux de boules, etc..